# محاسبات ابری اجتماعی
محاسبات ابری اجتماعی و همچنین محاسبات ابری اجتماعی نظیر به نظیر ، حوزه ای از علم کامپیوتر است که به محاسبات ابری کلیت می بخشد و شامل اشتراک گذاری ، مبادله و اجاره ی منابع محاسباتی در میان همتایانی است که صاحبان و اپراتورهای آنها از طریق یک شبکه اجتماعی یا سیستم اعتبار، تایید شده اند.   این امر، محاسبات ابری را از محدوده ی مراکز رسمی داده ی تجاری که توسط ارائه دهندگان ابری اداره می شوند ، گسترش می دهد ، تا شامل همه ی علاقه‌مندان به مشارکت در اقتصاد تسهیمی خدمات ابر شود. این، به نوبه خود منجر به گزینه های بیشتر و صرفه اقتصادی بیشتر در مقیاس می شود ، در حالی که دارای مزایای اضافی برای میزبانی داده و خدمات محاسباتی نزدیکتر به لبه است؛ جایی که ممکن است بیشتر به آنها نیاز باشد.  

## پژوهش
محاسبات و شبکه سازی های نظیر به نظیر برای قادر ساختن محاسبه ی غیر متمرکز ابری، برای مدتی مورد تحقیق بوده است.  محاسبات ابری اجتماعی برای تأیید اعتبار صاحب نظیر و نظیر ، محاسبات ابری نظیر به نظیر را با محاسبات اجتماعی تلاقی و بدین گونه تضمین امنیت و کیفیت خدمات را به کاربران ارائه می دهند. محیط های محاسباتی بر اساس تقاضا، ممکن است مبنی بر منابع موجود و اعتبار تاییدشده برای ارائه ی چنین تضمین هایی ، در میان همتایان در اینترنت به صورت استاتیک یا پویا ساخته شوند و تغییر یابند.

## برنامه های کاربردی
محاسبات ابری اجتماعی به عنوان یک مزیت بالقوه برای محاسبات در مقیاس بزرگ ، بازی های ویدیویی و جریان رسانه ای برجسته شده اند.  اصول محاسبات ابری اجتماعی، معروف ترین مورد به کار گرفته شده در زیرساخت باز برکلی برای محاسبات تحت شبکه بوده است و این سرویس را به بزرگترین شبکه ی محاسباتی در جهان تبدیل کرده است.  سرویس دیگری که از محاسبات ابری اجتماعی استفاده می کند ، Subutai است. Subutai امکان به اشتراک گذاشتن منابع محاسباتیِ نظیر به نظیر را در سطح جهانی یا در یک شبکه ی مجاز انتخاب شده فراهم می کند. 

## چالش ها
بسیاری از چالش ها هنگام انتقال از زیرساخت های ابری سنتی ، به یک فضای ابری اجتماعی رخ می دهند. 

### در دسترس بودن منابع محاسباتی
در رابطه با محاسبات ابری سنتی ، دسترسی درصورت تقاضا، برای بسیاری از مشتریان ابر، ضروری است. محاسبات ابری اجتماعی این ضمانت دسترسی را ارائه نمی‌دهند؛ زیرا در یک محیط نظیر به نظیر ، همتایان، یا دستگاه های تلفن همراه هستند که ممکن است در هر زمان وارد شبکه نظیر به نظیر یا از آن خارج شوند؛ یا رایانه های شخصی هستند که یک هدف اصلی دارند که می توانند محاسبه نظیر به نظیر را در هر زمان لغو کنند. تنها موارد استفاده ی نسبتاً موفق در سالهای اخیر، مواردی است که نیازی به نتایج بی درنگ ندارند؛ تنها، قدرت محاسبه برای یک زیر مجموعه کوچک یا یک ماژول از یک الگوریتم یا مجموعه داده ی بزرگتر نیاز است.

### اعتماد و امنیت
برخلاف مراکز داده ی مقیاس بزرگ و چهره ی برند یک شرکت ، ممکن است افراد به همتایان، در مقابل یک شرکت بزرگ مانند Google یا Amazon کمتر اعتماد کنند. اجرای نوعی از محاسبات با اطلاعات حساس باید به درستی رمزگذاری شود و هزینه اضافی آن رمزگذاری می تواند سودمندی بارگیری نظیر به نظیر را کاهش دهد. هنگامی که منابع به صورت قطعه ای کوچک برای بسیاری از همتایان ، برای محاسبه توزیع می شوند ، باید اعتماد ذاتی در سرویس گیرنده ایجاد شود ، صرف نظر از رمزگذاری ای که ممکن است به سرویس گیرنده وعده داده شود.

### قابلیت اطمینان
مشابه قابلیت دسترسی ، قابلیت اطمینان محاسبات باید پایدار و یکنواخت باشد. اگر محاسبات بارگیری شده به سرویس گیرنده به طور مداوم قطع شود ، باید سازوکاری برای تشخیص این مسئله وجود داشته باشد تا سرویس گیرنده بداند که محاسبه آلوده است یا باید دوباره کاملاً اجرا شود. در محاسبات اجتماعی نظیر به نظیر ، دستیابی به قدرت محاسبه ی قابل اطمینانِ مورد انتظار، دشوار است؛ زیرا سرعت محاسبه سرویس گیرنده ممکن است به میزان استفاده ی آن از دستگاه نهایی بستگی داشته باشد. برخی از راه های غلبه بر این، ممکن است فقط اجازه دادن به انجام محاسبات در شب باشد، یا اینکه در زمان های مشخص شده منابع سرویس گیرنده مورد استفاده واقع نشوند.